# Tetecalita
Tetecalita es una localidad correspondiente al municipio de Emiliano Zapata, en el estado de Morelos. 

## Etimología
El nombre de Tetecalita proviene de las palabras náhuatl: tetl «piedra» y calli «casa», conjuntamente es casa o bóveda de piedra.

## Ubicación
Se localiza al sur del municipio de Emiliano Zapata, colindando con los municipios de Xochitepec al oeste, con Tlaltizapan al este y al sur, al norte colinda con la localidad de Tepetzingo. Se encuentra a 1150 metros sobre el nivel del mar.

## Tradición
La fiesta patronal de esta localidad está dedicada a San Mateo Apóstol, el día 21 de septiembre.